# Parc national De Biesbosch
Le parc national De Biesbosch (en néerlandais Nationaal Park De Biesbosch) est l'un des plus grands parcs nationaux des Pays-Bas, créé en 1994. Il est composé de trois parties s'étalant sur près de 40 000 ha dont 7 100 immergés, avec une partie récréative de 280 ha (qui reçoit environ 70 % du public). Le parc, d'importance paneuropéenne en tant que zone humide est un des noyaux du réseau écologique néerlandais et il est lui-même riche en corridors biologiques. Une partie du Biesbosch est reconnue comme étant une zone humide d'importance internationale (en tant que site Ramsar), et protégée par les directives européennes Habitat et Oiseaux (en tant que zone Natura 2000).

## Situation
Le parc  est situé en zone périurbaine et à la limite d'une vaste zone industrielle, à l'embouchure de la Meuse au sud de la ville de Dordrecht où il forme un réseau de zones humides et d'îles. 97 % de la surface du parc (9 000 ha environ) sont situés en Brabant-Septentrional et les 3 % restants sont en Hollande-Méridionale.
Ces deux zones sont séparées par la Nouvelle Merwede. le Biesbosch couvre un territoire géré par deux provinces et quatre communes.

## Objectifs
Le parc est créé pour protéger et restaurer la nature, sur un réseau de  zones humides autrefois chassées, pêchées et exploitées pour ses saules, roseaux, et joncs. Son entrée est gratuite, et certaines activités de nautisme ou de pêche y sont autorisées. Les activités scientifiques y jouxtent les activités de pédagogie à l'environnement.

## Description
Il s'agit d'une vaste zone humide, ponctuée d'îles constituées de roselières, de mégaphorbiaies ou couverte d'une végétation haute essentiellement constituée de saulaies (forêts de saules) inondables, issues des osiers autrefois exploités là. Ces forêts marécageuses alternent avec quelques prairies. 
Le paysage bien qu'ayant une origine pour partie très anthropique, bénéficie d'un haut degré de naturalité grâce à une gestion écologique et donc différentiée, qui se résume dans certaines de ses parties à une quasi absence de gestion, car on cherche à y laisser se restaurer les processus naturels de la forêt marécageuse, telles qu'ils existaient autrefois dans les nombreux marais de l'Ouest des Pays-Bas.

## Vocation de protection de l'eau
Trois lacs réservoirs y alimentent la région de Rotterdam en eau potable. 

## Vocation scientifique et pédagogique
À quelques dizaines de minutes à vélo ou en voiture de la ville de Dordrecht, le « Bezoekercentrum » créé en 1994, mais reconstruit en 2003 accueille aussi un tourisme doux et de nature, et de pédagogie à l'environnement, avec de nombreuses activités éducatives, sportives, culturelles et aquatiques, voire festives : en lisière urbaine du parc, 280 ha ont été aménagés en zones récréatives. 
Le centre d'interprétation offre au public des informations sur la faune, la flore, l'histoire et l'écologie du site, et notamment sur le castor eurasien (Castor fiber) dont le parc a fait sa mascotte et l'un de ses principaux symboles.
Dans le parc parfois présenté comme la « jungle hollandaise » voire le « lieu le plus riche des Pays-Bas », 5 couples de castors ont été importés en 1988 de la région de l'Elbe, à l’époque en RDA. Ils ont formé une population de descendants qui représentait en 2006 au moins 150 individus, établis dans une soixantaine de huttes, sans aucune digue de barrage, car le niveau toujours haut de l'eau du Biesbosch leur suffit amplement. 
Le parc a fait du castor l'un de ses arguments principaux pour la pédagogie à l'environnement et il l'affiche comme « assistant gestionnaire de la nature ». Néanmoins, l'analyse du foie d'un castor retrouvé mort a révélé que le marais est pollué au cadmium, produit toxique également présent dans les saules qui contaminent les castors.
Trois expositions permanentes peuvent être visitées, notamment par le public scolaire, ainsi qu'une exposition temporaire.

Le centre accueille environ 130 000 personnes par an, avec un objectif de 150 000, grâce à 30 salariés permanents, une cinquantaine de volontaires et des intérimaires pour l'été. En 2007, les financements proviennent pour 1/3 de l'autofinancement, et pour les 2/3 des communes et du budget des Parcs nationaux.

70 % des visiteurs viennent des environs de Dordrecht et Rotterdam, et les autres du reste du pays ou de l'étranger. De nombreuses activités et visites sont accessibles aux handicapés qui, avec les retraités, constituent une part croissante des visiteurs.

Des visites guidées en canoë, ou dans trois bateaux solaires permettent la visite des vastes zones humides du parc, l'un des trois plus importants et le plus aquatique du pays. L'un de ces bateaux est en 2007 le plus grand navire solaire d'Europe avec 180 places. Il a été spécialement financé par le Parc pour le centre d'interprétation de la nature. Il a coûté environ 1 million d'euros et dispose d'un moteur diesel qui sert de ressource complémentaire ou de secours en cas de problème.

## Faune et flore
Le castor a été réintroduit dans le parc, et est devenu son emblème. Le campagnol agreste (Microtus agrestis) y côtoie le campagnol nordique, des oiseaux tels que gorge-bleue, butor, héron pourpré, spatule, héron bihoreau et râle des genêts. 
Parmi les plantes rares ; le jonc à trois côtés, le populage arachnéen). Localement ont survécu d'anciens « arbres frontières » qui délimitaient autrefois les parcelles.

## Histoire
Ces terres étaient auparavant émergées, habitées et cultivées. Les 18 et 19 novembre 1421, lors d'une tempête, l'inondation de la Sainte-Élisabeth a envahi la zone, créant une véritable mer intérieure. Peu à peu, les marées et les courants ont créé des îlots, des bourrelets de crue constitués par les sédiments déposés par la Meuse et le Rhin qui entraient dans la zone par la Bergsche Maas et l’Amer pour la Meuse et via le Nieuwe Merwede pour le Rhin. Les hommes ont cultivé et exploité de vastes roselières et des joncs sur ces sédiments. Quand les sédiments piégés par les roseaux (qui jouent un peu ici le même rôle que les mangroves sous les tropiques) étaient suffisamment émergés, les saules colonisaient les vasières. Ils étaient également exploités (perches/osier)
C'est l'un des derniers endroits d'Europe avec une marée d'eau douce, créant une forme particulière d’écotone mouvant dans l’espace et le temps. 
La région a été aménagée au XVIe siècle, poldérisée, et à nouveau été très aménagée au XXe siècle. Un jeu de polders, digues et canaux protège aujourd'hui les terres les plus basses d'une éventuelle inondation. Depuis 1970 les dynamiques d'évolution végétale se modifient par le fait que les marées naturelles ont fortement diminué à la suite de la fermeture du Haringvliet. Mais en 2008, une écluse pourrait être ouverte pour recréer une zone saumâtre et restaurer des niveaux d'eau plus « naturellement » fluctuants. 

C'est une des zones qui en Europe sont menacées par la montée des océans.

## Galerie d'images

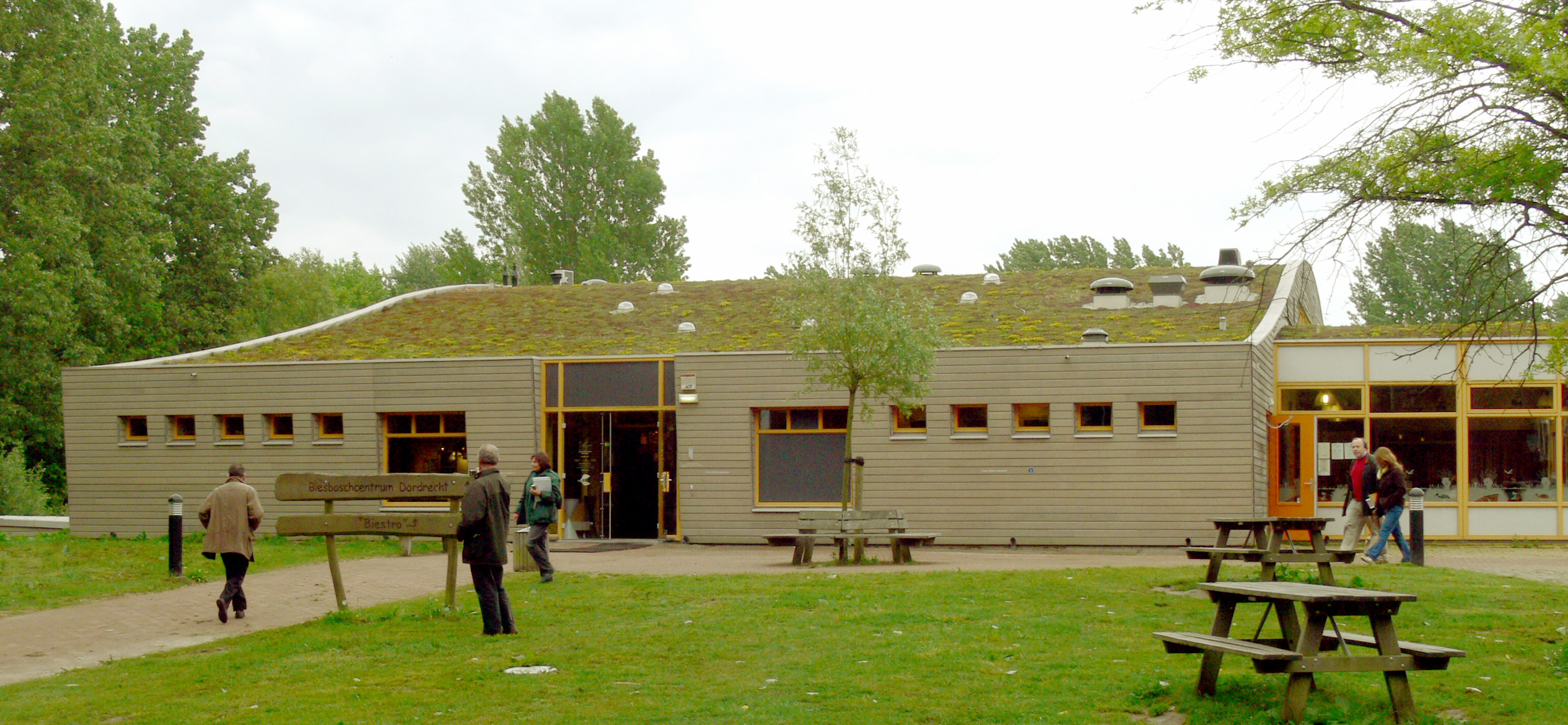
Centre d'interprétation de la Nature avec son toit écologique couvert de sédums
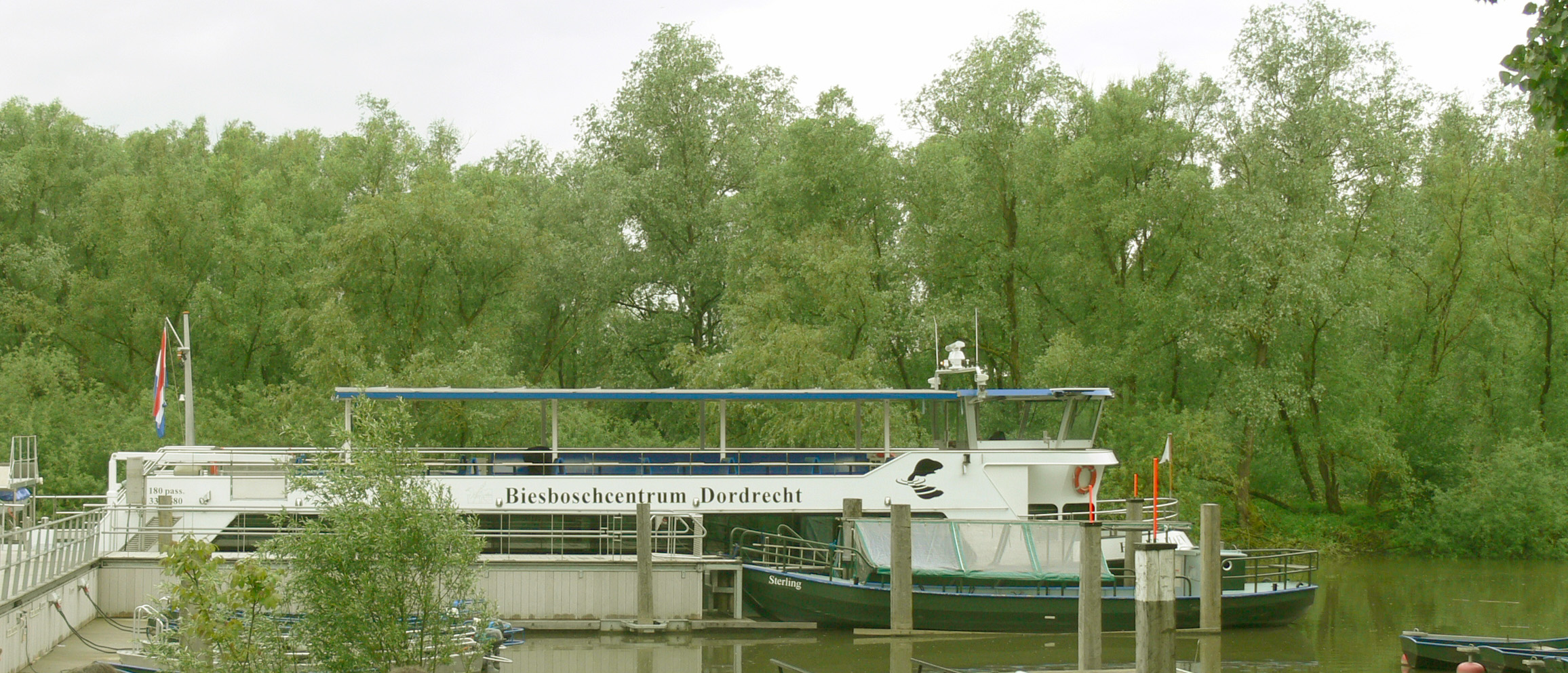
Bateau solaire de 180 places pour la visite du Parc
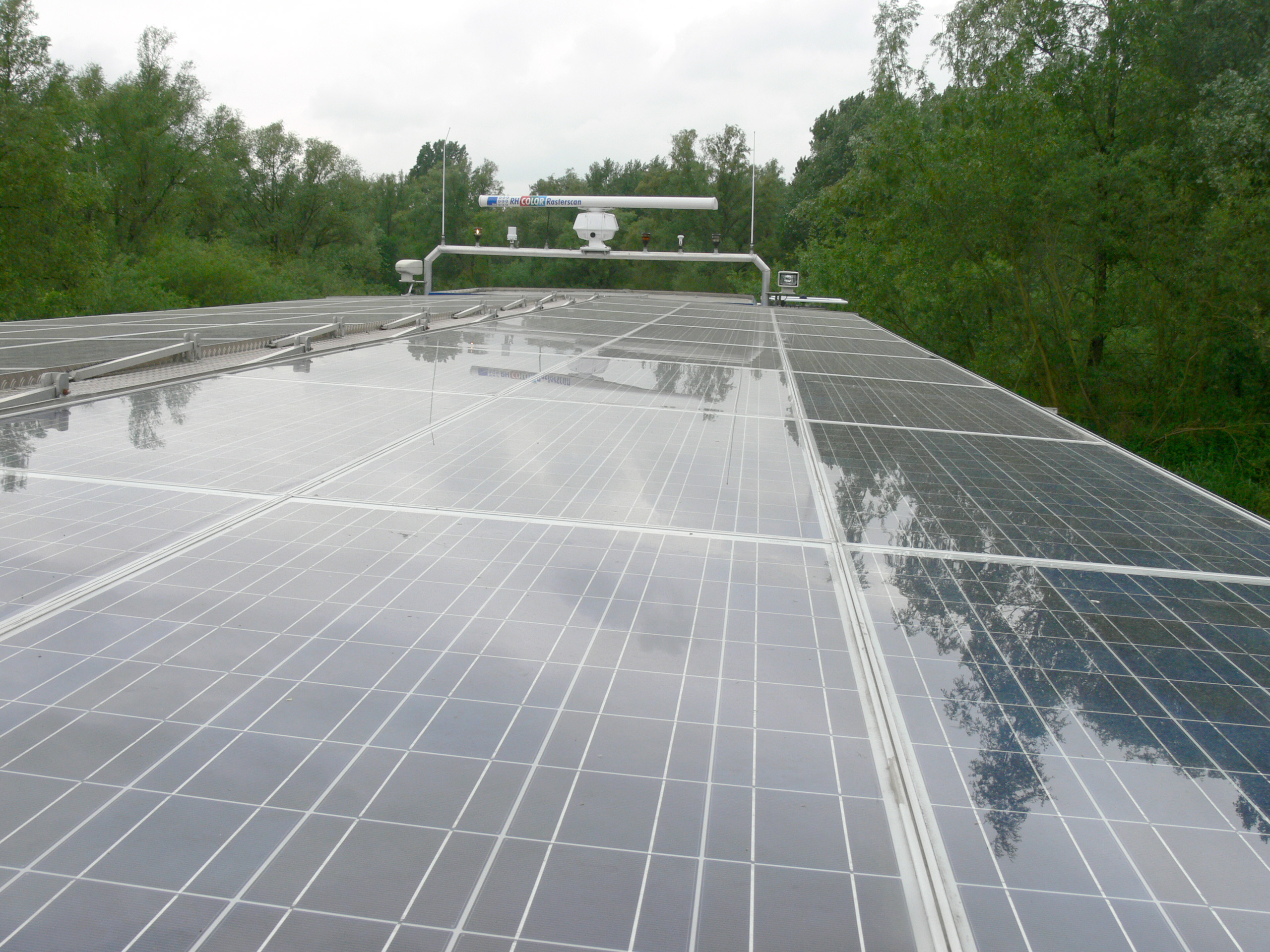
Panneaux photovoltaïques du bateau solaire
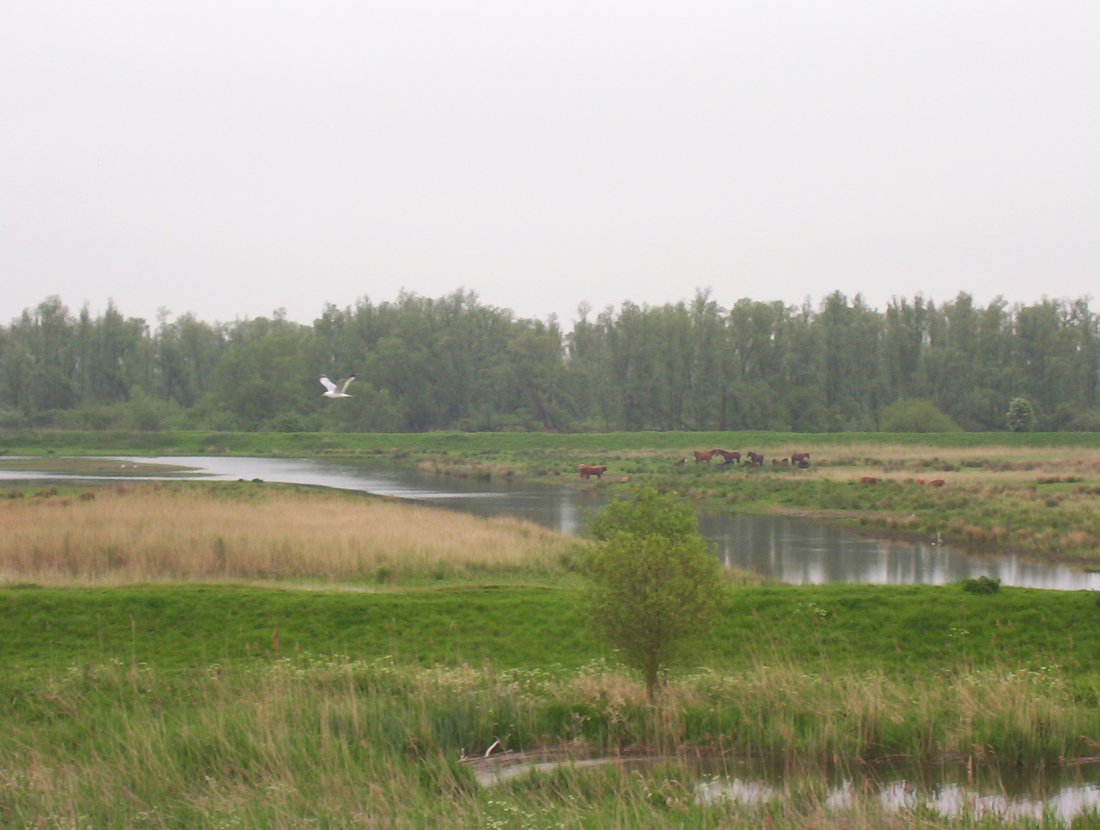
Roselière, prairies et saulaies, paysage typique du Biesboch
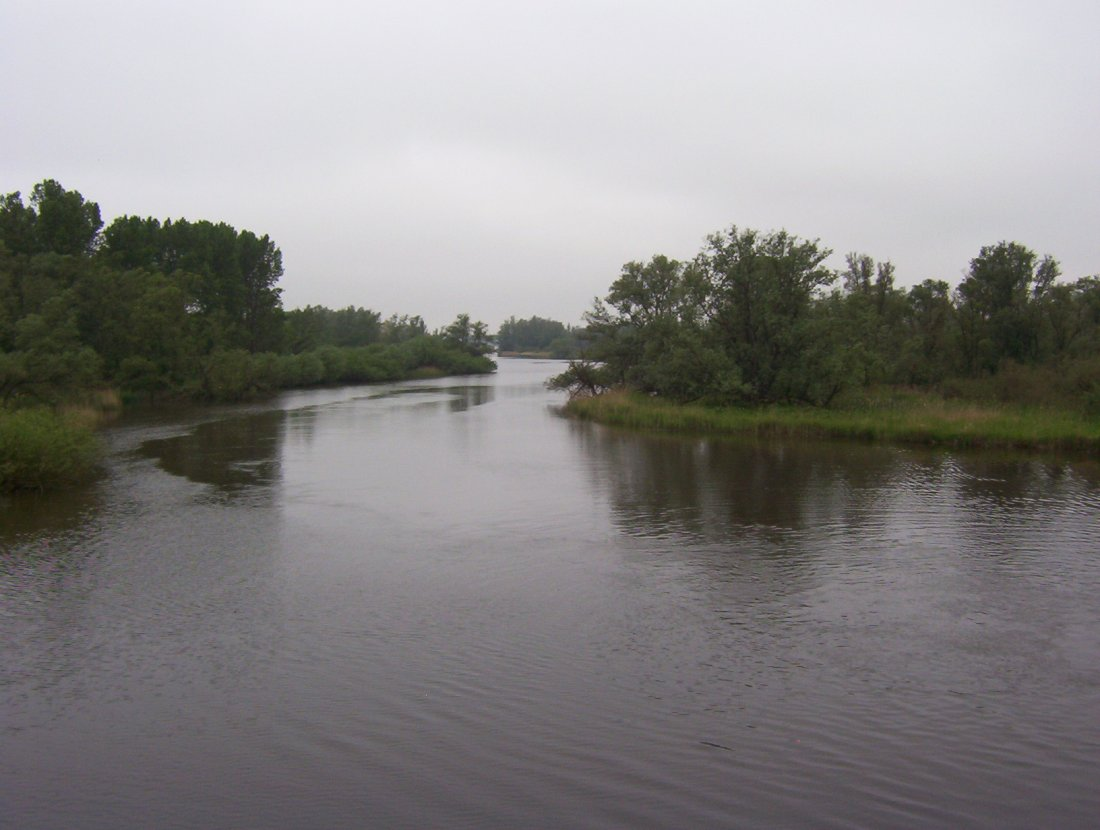
La végétation du Biesboch, épuration écologique de l’eau
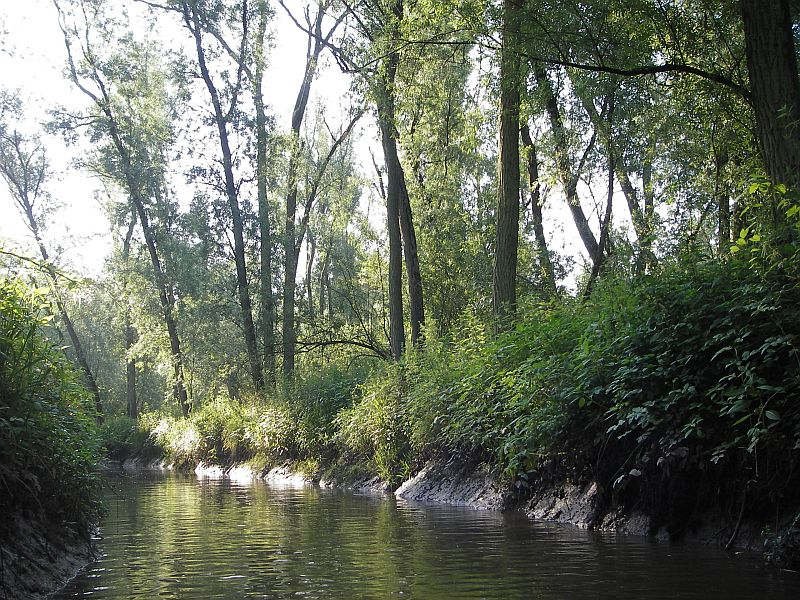
Une marée d’eau douce, rare en Europe.
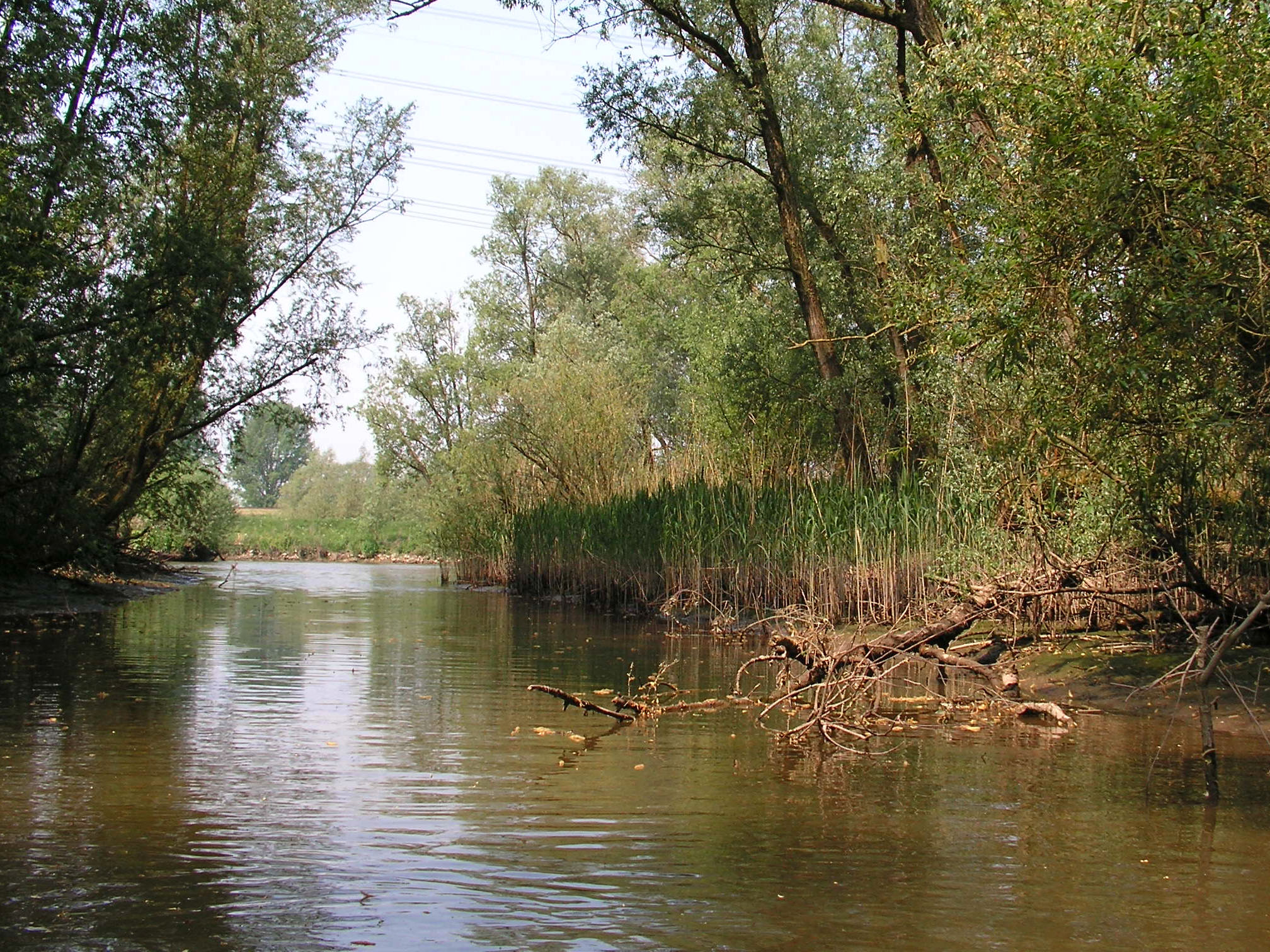
La berge à nu à marée basse
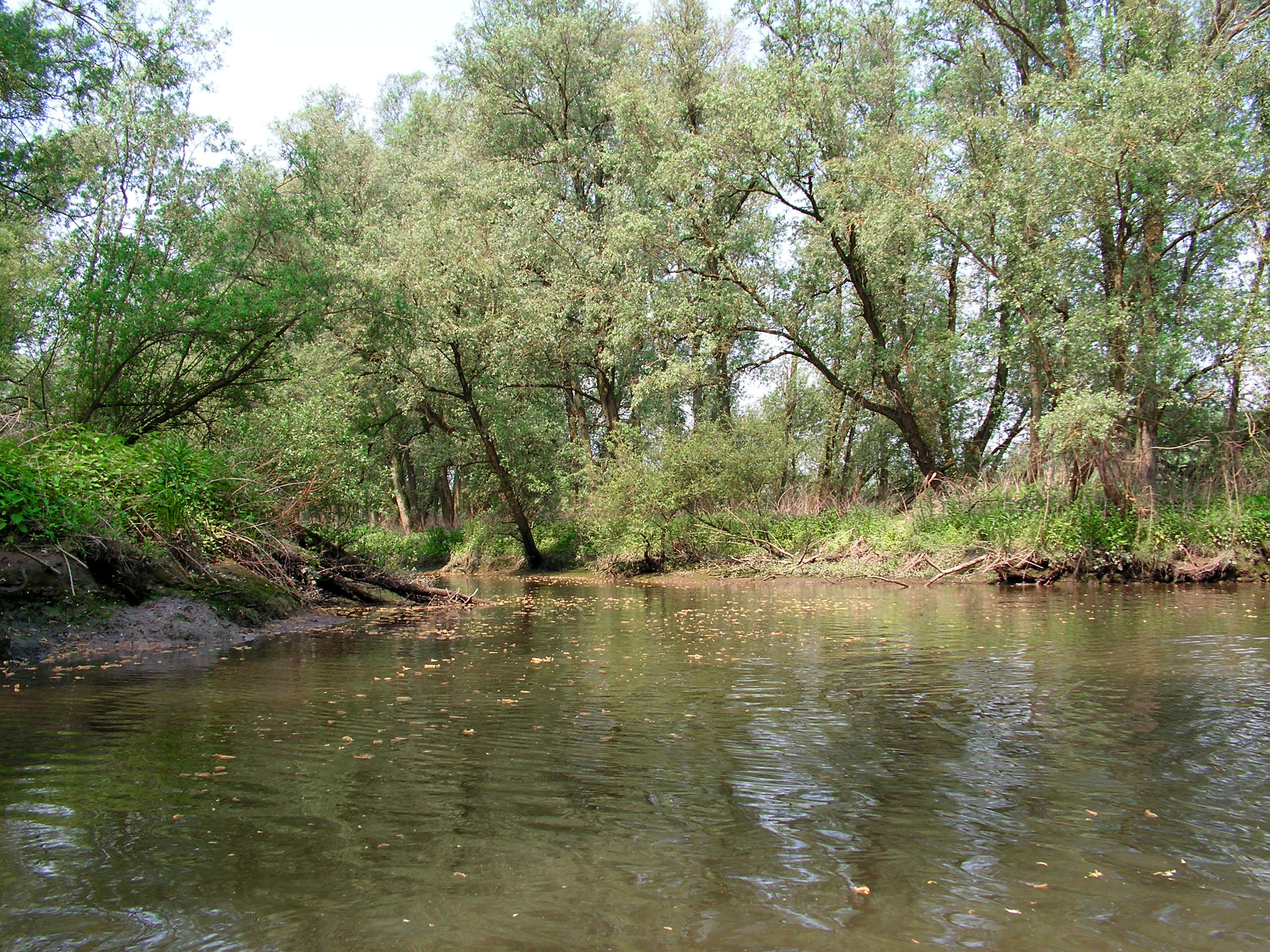
Saulaie, habitat idéal pour le castor
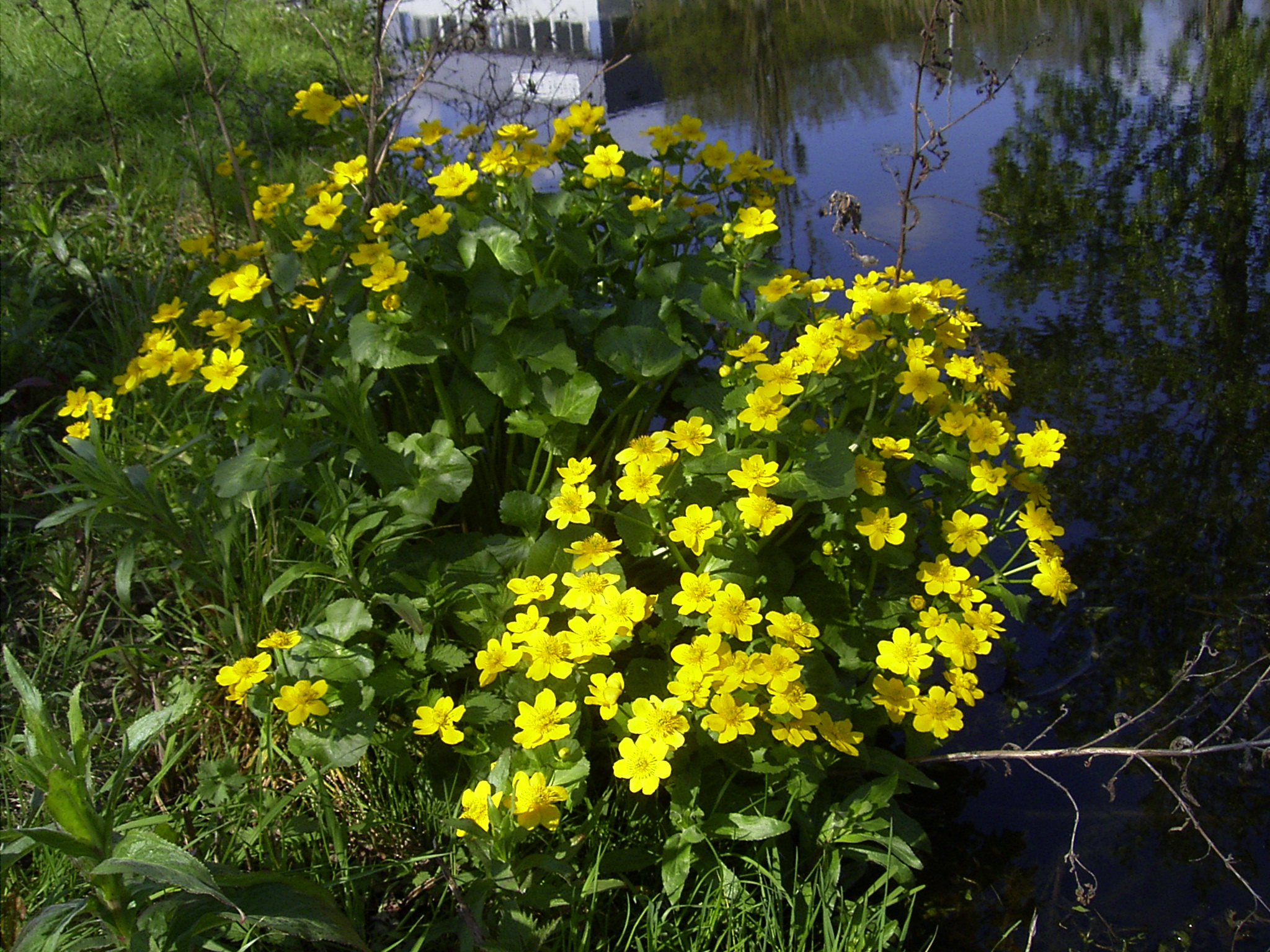
Populage (Caltha palustris, sous-espèce palustris